# Яроцкий, Николай (1924-1943)
Николай Яроцкий (бел. Мікалай Яроцкі; 1924, Речица — 21 мая 1943, Горновка, Речицкий район) — разведчик партизанского отряда имени К. Е. Ворошилова, партизан Великой Отечественной войны.

## Биография
Николай Яроцкий родился в 1924 году в Речице. Учился в средней школе № 7.
Весной 1942 года, будучи подростком, Николай Яроцкий вступил в партизанский отряд имени К. Е. Ворошилова, вместе со своими друзьями Петром Ульяновым и Яковом Поляковым.
Юный партизан погиб во время боя с немецким карательным отрядом в мае 1943 года под деревней Горновка Речицкого района.
Похоронен Николай Яроцкий там же, у поля боя, рядом с лесной дорогой, которая ведёт из Горновки в Володарск. На его могиле стоит памятник, установленный в 1985 году, с медальоном. Воинское захоронение состоит на государственном учёте наряду с другими захоронениями погибших в годы Великой Отечественной войны.
Дорогу в Горновку сельские жители называют дорогой Коли Яроцкого.
На Вертолётной площадке в Речице расположена улица имени Яроцкого. Названа она в честь юного партизана Великой Отечественной войны.

## Память
- Именем Героя названа улица в городе Речица Гомельской области Беларуси[3].
- В Речицком краеведческом музее хранятся материалы, посвящённые Н. Яроцкому[4].
- На здании средней школы № 9 в г. Речице в честь Героя установлена мемориальная доска.
- Пионерская дружина средней школы № 9 в г. Речице носит имя Героя-партизана.